# Aptenocanthon hopsoni
Aptenocanthon hopsoni är en skalbaggsart som beskrevs av Carter 1936. Aptenocanthon hopsoni ingår i släktet Aptenocanthon och familjen bladhorningar. Inga underarter finns listade.